# Квартал моды

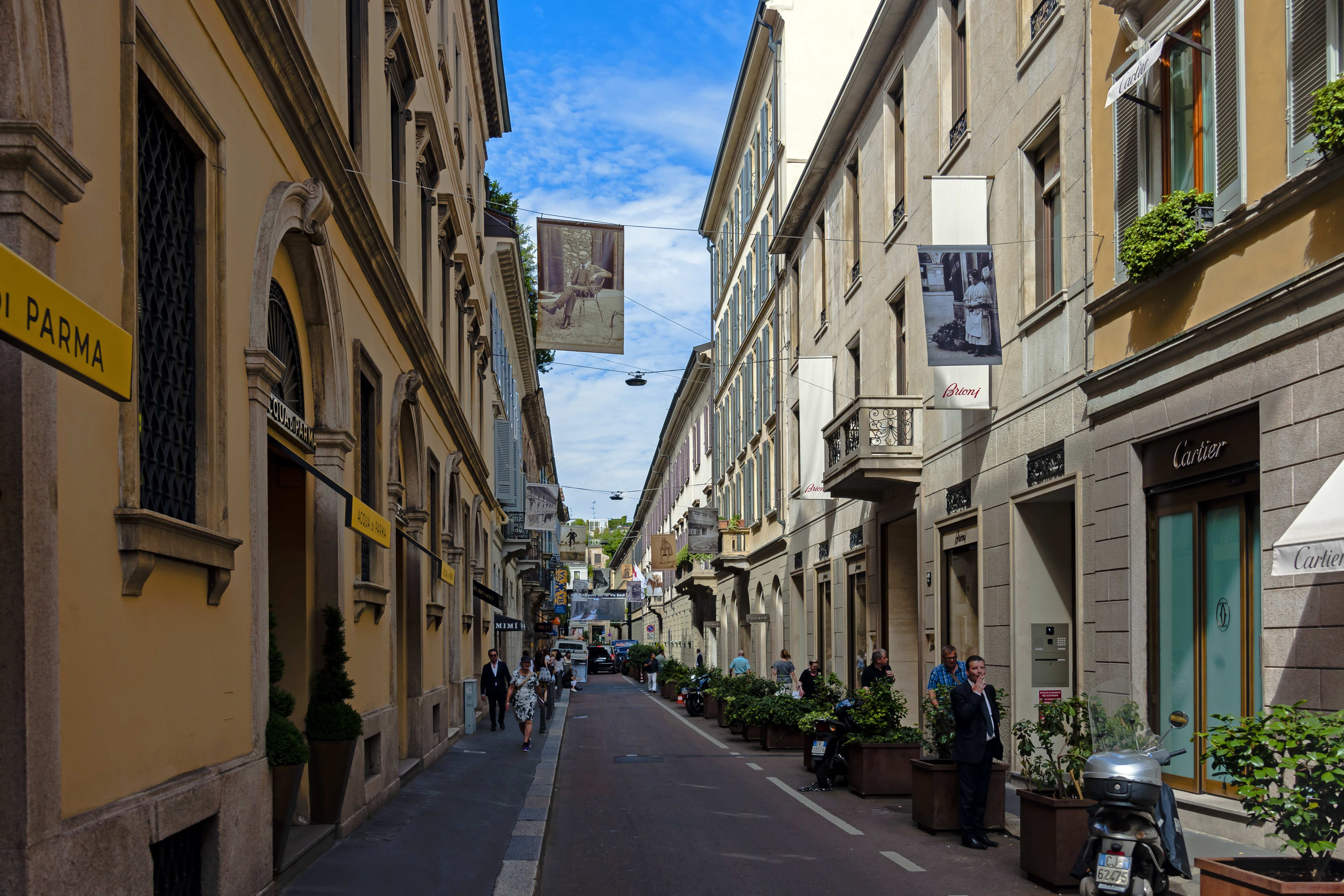
Вид улицы Виа Гесу

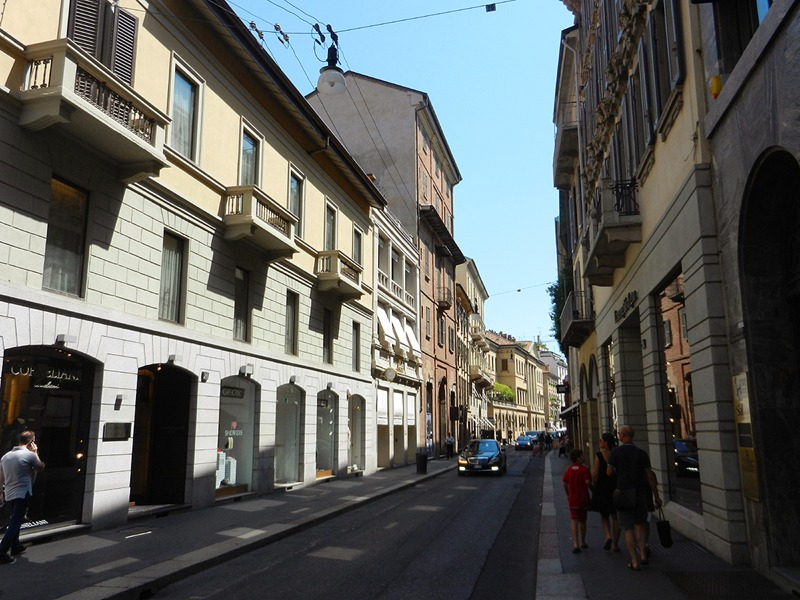
Вид улицы Виа Монтенаполеоне

Квартал моды в Милане (итал. Quadrilatero della moda) — район магазинов модной одежды и предметов роскоши в Милане. Одна из главных туристических достопримечательностей города
В магазинах квартала моды представлены товары ведущих марок мира: Armani, Versace, Alberta Ferretti, Dolce & Gabbana, Prada, Fendi, Louis Vuitton, Chanel, Bottega Veneta, Gucci, Bvlgari, Cartier, Valentino и Gianfranco Ferre.
Примерными границами района, расположенного в центре Милана, к югу от арки Порта-Нуова, считаются улицы Виа Монтенаполеоне (Via Montenapoleone, SW), Виа Мандзони (Via Manzoni, NW), Виа дела Спига (Via della Spiga, NE) и Корсо Венеция (Corso Venezia, SE).
Главные улицы в этом районе Via Borgospesso, Via Santo Spirito, Via Gesù, Via Sant’Andrea, Via Bagutta и Via Baggutino.

## История
Современный вид квартал приобрёл в начале XIX века, когда здания района были перестроены в неоклассическом стиле и были заселены миланской аристократией и буржуазией.

## Достопримечательности
Музей моды и истории костюма (Палаццо Морандо)